# Quavo Huncho
Quavo Huncho (stilizzato QUAVO HUNCHO) è il primo album in studio da solista del rapper statunitense Quavo, pubblicato il 12 ottobre 2018 dalla Capitol Records, Quality Control e Motown Records. L'album vede le collaborazioni di 21 Savage, Drake, Saweetie, Cardi B, Madonna, Takeoff, Offset, Lil Baby, Travis Scott, Davido, Normani e Kid Cudi.

## Performance commerciale
L'album ha debuttato alla sessantaseiesima posizione nella Billboard 200 ed è salito alla seconda posizione dopo una settimana, vendendo più di 99 000 copie.
Dopo una settimana, a tre dall'uscita, l'album è sceso all'undicesima posizione, vendendo altre 40 000 copie.
Alla quarta settimana l'album scende alla sedicesima posizione e vengono vendute altre 27 400 copie.
Il 19 agosto 2019 l'album viene certificato disco d'oro dalla RIAA, grazie alle oltre 500,000 copie vendute. Vengono certificati rispettivamente oro e platino anche i singoli Flip the Switch e Workin Me.

## Accoglienza
| Recensione           | Giudizio |
| -------------------- | -------- |
| Metacritic           | 60/100   |
| AllMusic             |          |
| Exclaim!             | 6/10     |
| Pitchfork            | 5,9/10   |
| XXL                  | 4/5      |
| Consequence of Sound | C        |
| Highsnobiety         | 2,0/5    |
| HipHopDX             | 3,3/5    |

## Tracce
1. Biggest Alley Oop – 3:01
2. Pass Out (feat. 21 Savage) – 3:45
3. Huncho Dreams – 3:32
4. Flip the Switch (feat. Drake) – 2:36
5. Give It to Em (feat. Saweetie) – 3:02
6. Shine – 2:44
7. Workin Me – 2:50
8. How Bout That? – 2:41
9. Champagne Rosé (feat. Madonna, Cardi B) – 4:07
10. Keep That Shit (feat. Takeoff) – 2:56
11. Fuck 12 (feat. Offset) – 4:25
12. Lose It (feat. Lil Baby) – 3:58
13. Rerun (feat. Travis Scott) – 3:57
14. Go All the Way – 3:16
15. Lamb Talk – 2:52
16. Big Bro – 3:37
17. Swing (feat. Normani, Davido) – 5:04
18. Bubble Gum – 3:16
19. Lost (feat. Kid Cudi) – 4:39

## Formazione

### Cantanti
- Quavo – voci
- 21 Savage – voce aggiuntiva (traccia 2)
- Drake – voce aggiuntiva (traccia 4)
- Saweetie – voce aggiuntiva (traccia 5)
- Madonna, Cardi B – voci aggiuntive (traccia 9)
- Takeoff – voce aggiuntiva (traccia 10)
- Offset – voce aggiuntiva (traccia 11)
- Lil Baby – voce aggiuntiva (traccia 12)
- Travis Scott - voce aggiuntiva (traccia 13)
- Normani, Davido - voci aggiuntive (traccia 17)
- Kid Cudi - voce aggiuntiva (traccia 19)

### Comparto tecnico
- Colin Leonard – masterizzazione
- Thomas "Tillie" Mann - missaggio (tracce 1-12, 15-19)
- Quavo – registrazione (tracce 1-6, 8-15, 16-17, 19)
- Mike Dean – missaggio (traccia 13)
- Leslie Brathwaite – missaggio (traccia 14)
- Tim Mclain – registrazione (traccia 17)
- Nagaris Johnson – assistente alla registrazione (traccia 17)
- John "Kash" Brown – assistente alla registrazione (traccia 17)
- Princeston "Perfect Harmany" Terry – assistente al missaggio (tracce 1–6, 8-15, 16–17, 19)
- DJ Durel – assistente al missaggio (tracce 7, 15, 18)

## Classifiche

### Classifiche settimanali
| Classifica (2018)         | Posizione massima |
| ------------------------- | ----------------- |
| Australia                 | 16                |
| Austria                   | 26                |
| Belgio (Fiandre)          | 23                |
| Belgio (Vallonia)         | 47                |
| Canada                    | 2                 |
| Danimarca                 | 15                |
| Finlandia                 | 48                |
| Germania (Hip-Hop)        | 46                |
| Irlanda                   | 18                |
| Italia                    | 22                |
| Nuova Zelanda             | 13                |
| Norvegia                  | 6                 |
| Paesi Bassi               | 12                |
| Regno Unito               | 16                |
| Stati Uniti               | 2                 |
| Stati Uniti (R&B/Hip-Hop) | 1                 |
| Svezia                    | 19                |
| Svizzera                  | 9                 |

### Classifiche di fine anno
| Classifica (2018)         | Posizione |
| ------------------------- | --------- |
| Stati Uniti               | 192       |
| Stati Uniti (R&B/Hip-Hop) | 68        |

| Classifica (2019) | Posizione massima | Stati Uniti (R&B/Hip-Hop) | 99 |